# Coleoxestia rufosemivittata
Coleoxestia rufosemivittata là một loài bọ cánh cứng trong họ Cerambycidae.